# Bolgan, Pișceanka
Bolgan sau Bolgani  (în ucraineană Болган, transliterat: Bolhan) este o comună în raionul Pișceanka, regiunea Vinnița, Ucraina, formată numai din satul de reședință. În trecut a fost un sat majoritar moldovenesc (românesc), fiind asimilat în prezent.

## Demografie
Componența lingvistică a satului Bolgan
     Ucraineană (99,18%)
     Alte limbi (0,82%)
Conform recensământului din 2001, majoritatea populației satului Bolgan era vorbitoare de ucraineană (99,18%), existând în minoritate și vorbitori de alte limbi.